# Веселянка
Веселя́нка — село в Україні, у Новоолександрівській сільській громаді Запорізького району Запорізької області.

## Географічне розташування
Село Веселянка розташоване за 32 км від обласного центру, на лівому березі річки Кінська, вище за течією — село Запорожець (за 4,5 км), нижче за течією — селище Річне (за 3,5 км), на протилежному березі — село Григорівка. Вздовж русла річки утворено чимало ставів. Поруч пролягає автошлях міжнародного значення М18E105. Найближча залізнична станція — Плавні (за 19 км).

## Історія
Село засноване 1773 року. Станом на 1897 рік в селі, тодішньому центрі Веселянської волості Мелітопольського повіту Таврійської губернії, мешкало 1159 осіб, налічувалось 390 подвір'їв, існували школа, лавка та цегельний завод.
19 лютого 2015 року в селі було повалено «погруддя Леніна».
У червні 2016 року, після потужних злив, тисячі жабенят вийшли на Веселянку. Маленькі земноводні довжиною більше двох сантиметрів заполонили дороги, городи та подвір'я. Місцеві жителі були здивовані, але не скаржилися, бо вважали, що жаби знищать шкідливих комах. Жаби оселились чи не в кожному подвір'ї, у посадках та прилеглих лісосмугах. З настанням темряви жаби пересувалися проїжджою частиною — вони масово рухалися центральними вулицями, лякаючи людей. За всю історію мешканці села такого раніше не бачили.
16 травня 2018 року, в ході децентралізації, Григорівська сільська рада об'єднана з Новоолександрівською сільською громадою.

## Населення
За переписом 2001 року населення складало  944 особи.

### Мова
Розподіл населення за рідною мовою за даними перепису 2001 року:
| Мова       | Кількість | Відсоток |
| ---------- | --------- | -------- |
| українська | 865       | 91,63 %  |
| російська  | 74        | 7,84 %   |
| вірменська | 5         | 0,53%    |
| Всього     | 944       | 100 %    |

## Об'єкти соціальної сфери
- Гімназія. Перший корпус був побудований у 1882 році за ініціативою графа Івана Канкрина, у 1899 і 1913 роках добудовані ще корпуси.
- Дім культури (колишній корпус школи).
- Клуб (колишній корпус школи) — працює переважно під час свят.
- Храм на честь Богоявлення Господнього УПЦ (МП) — зведений 1893—1895 році, у 1897 навколо нього було побудовано цегляну огорожу. Іван Канкрін зробив значний внесок у будівництво храму. У 1920-х роках вже не було дзвіниці. У 1960—1970-х роках храм намагалися зруйнувати, навіть розтягували його тракторами, внаслідок чого серйозно пошкоджений головний вхід, барабан з куполом та північний коридор. На початку 2000-х років був частково відреставрований[7]. Наразі церква діє лише на великі християнські свята. На початку лютого 2019 року зведений новий купол храму[8]. Наразі цегляна огорожа, дзвіниця та більшість головного входу відсутня.
- Колишній туберкульозний диспансер — зведений приблизно у 1899—1904 роках. Диспансер закритий у 2019 році, один з корпусів пропрацював до кінця 2021 року. Існує версія, що Іван Канкрін жив в одному з корпусів лікарні.